# Skowrody (rejon oniksztyński)
Skowrody (lit. Skauradai) – wieś na Litwie, położona w okręgu uciańskim, 7 km na północny zachód od miasta Traszkuny.